# Listă de scrieri distopice
Aceasta este o listă de scrieri distopice:

## Listă de scrieri distopice
| Denumire scriere                                               | Autor                                              |
| -------------------------------------------------------------- | -------------------------------------------------- |
| Exilatul din Planetopolis                                      | Victor Bârlădeanu                                  |
| Călătoriile lui Gulliver                                       | Jonathan Swift                                     |
| Procesul                                                       | Franz Kafka                                        |
| „Căiește-te Arlechin!” spuse domnul Tic-Tac                    | Harlan Ellison                                     |
| Călcâiul de fier                                               | Jack London                                        |
| Noi                                                            | Evgheni Zamiatin                                   |
| Mașina se oprește                                              | E.M. Forster                                       |
| O mie nouă sute optzeci și patru                               | George Orwell                                      |
| Ferma animalelor                                               | George Orwell                                      |
| Minunata lume noua (carte la limita dintre utopie și distopie) | Aldous Huxley                                      |
| Maimuță și esență                                              | Aldous Huxley                                      |
| Alongside Night                                                | J. Neil Schulman                                   |
| Among the Hidden                                               | Margaret Haddix                                    |
| Imnul (roman)                                                  | Ayn Rand                                           |
| Battle Royale                                                  | Koushun Takami                                     |
| Bend Sinister                                                  | Vladimir Nabokov                                   |
| Copiii oamenilor                                               | P.D. James                                         |
| Portocala mecanică                                             | Anthony Burgess                                    |
| Chung Kuo                                                      | David Windgrove                                    |
| Dayworld                                                       | Phillip Jose Farmer                                |
| Visează androizii oi electrice?                                | Philip K. Dick                                     |
| Doc și Fluff                                                   | Pat Califia                                        |
| De partea cealaltă (T.O: Die Andere Seite)                     | Alfred Kubin                                       |
| Dominația                                                      | S. M. Stirling                                     |
| Elvissey                                                       | Jack Womack                                        |
| Fahrenheit 451                                                 | Ray Bradbury                                       |
| Hrana (roman)                                                  | M. T. Anderson                                     |
| Un prieten de pe Pământ                                        | T. C. Boyle.                                       |
| The Giver                                                      | Lois Lowry                                         |
| Harrison Bergeron                                              | Kurt Vonnegut                                      |
| Incal                                                          | Alejandro Jodorowsky                               |
| Nu se poate întâmpla aici                                      | Sinclair Lewis                                     |
| Orbită periculoasă                                             | John Brunner                                       |
| Jennifer Government                                            | Max Barry                                          |
| Kallocain                                                      | Karin Boye                                         |
| Nivelul 7                                                      | Mordecai Roshwald                                  |
| Logan's Run                                                    | William F. Nolan si George Clayton Johnson         |
| Faceți loc! Faceți loc!                                        | Harry Harrison                                     |
| Neuromantul                                                    | William Gibson.                                    |
| Oryx și Crake                                                  | Margaret Atwood                                    |
| Planeta maimuțelor                                             | Pierre Boulle                                      |
| Pianul mecanic                                                 | Kurt Vonnegut                                      |
| Acte întâmplătoare de violență fără sens                       | Jack Womack                                        |
| Omul din castelul înalt                                        | Philip K. Dick                                     |
| The Running Man                                                | Richard Bachman (un pseudonim al lui Stephen King) |
| Oile privesc în sus                                            | John Brunner                                       |
| Călător pe unda de șoc                                         | John Brunner                                       |
| Stand on Zanzibar                                              | John Brunner                                       |
| Această zi perfectă                                            | Ira Levin                                          |
| Timpul dezarticulat                                            | Philip K. Dick                                     |
| V de la Vendeta                                                | Alan Moore și David Lloyd                          |
| The Wanting Seed                                               | Anthony Burgess                                    |
| Bun venit în casa Maimuței!                                    | Kurt Vonnegut                                      |
| Slynxul                                                        | Tatyana Tolstaya                                   |
| Rammer                                                         | Larry Niven                                        |
| Al doilea mesager                                              | Bujor Nedelcovici                                  |
| Adio Europa                                                    | Ion Desideriu Sârbu                                |
| Lupul și Catedrala                                             | Ion Desideriu Sârbu                                |
| Jocurile foamei                                                | Suzanne Collins                                    |
| Divergent                                                      | Veronica Roth                                      |
| Povestirea cameristei                                          | Margaret Atwood                                    |
| Moscova 2042                                                   | Vladimir Voinovici                                 |

## Listă de scrieri distopice din anii 2010

### Ficțiune
- The Envy Chronicles (serie) de Joss Ware (Avon, 2010–2015)
- The Passage de Justin Cronin (Ballantine Books, 2010)
- Super Sad True Love Story de Gary Shteyngart (Random House, 2010)
- Ready Player One de Ernest Cline (Random House, 2011)
- Shimoneta by Hirotaka Akagi (Shogakukan, 2012)[1]
- Bleeding Edge de Thomas Pynchon (Penguin Press, 2013)[2]
- The Bone Season de Samantha Shannon (Bloomsbury, 2013)[3]
- The Circle de Dave Eggers (Alfred A. Knopf, 2013)[4]
- MaddAddam de Margaret Atwood (Nan A. Talese, 2013)[5]
- The Office of Mercy de Ariel Djanikian (2013)
- Wool by Hugh Howey (Simon & Schuster, 2013)[6]
- Archetype de M.D. Waters (Dutton, 2014)
- Dominion de C. J. Sansom (Mulholland Books, 2014)
- Submission de Michel Houellebecq (Groupe Flammarion, 2015)
- The Heart Goes Last de Margaret Atwood (Penguin Random House, 2015)
- Friday Black, by Nana Kwame Adjei-Brenyah (Mariner Books, 2018)

### Ficțiune pentru adolescenți
- Matched de Ally Condie (Dutton Children's Books, 2010)[7]
- Mockingjay de Suzanne Collins (Scholastic Corporation, 2010)[8]
- Monsters of Men de Patrick Ness (Candlewick Press, 2010)[9]
- The Scorch Trials de James Dashner (Delacorte Press, 2010)
- Across The Universe de Beth Revis (Razorbill Books, 2011)
- Crossed de Ally Condie (Dutton Children's Books, 2011)[7]
- The Death Cure de James Dashner (Delacorte Press, 2011)
- Delirium de Lauren Oliver (HarperCollins, 2011)
- Divergent de Veronica Roth (Katherine Tegen Books, 2011)
- Legend de Marie Lu (G. P. Putnam's Sons, 2011)
- Shatter Me de Tahereh Mafi (HarperCollins, 2011)
- The Unwanteds de Lisa McMann (Aladdin Paperbacks, 2011)
- Wither de Lauren DeStefano (Simon & Schuster Children's Publishing, 2011)
- Article 5 de Kristen Simmons (Tor Teen, 2012)
- Insurgent de Veronica Roth (Katherine Tegen Books, 2012)[necesită citare]
- The Selection by Keira Cass (2012)
- Reached de Ally Condie (Dutton Children's Books, 2012)
- Revealing Eden de Victoria Foyt (Sand Dollar Press, Inc., 2012) [necesită citare]
- Under the Never Sky de Veronica Rossi (HarperCollins, 2012)[10]
- The 5th Wave de Rick Yancey (Penguin Group, 2013)
- Allegiant de Veronica Roth (Katherine Tegen Books, 2013)
- Champion de Marie Lu (G. P. Putnam's Sons, 2013)
- Prodigy de Marie Lu (G. P. Putnam's Sons, 2013)
- The Infinite Sea de Rick Yancey (2014)
- The Last Human de Ink Pieper (CreateSpace Independent Publishing Platform, 2014)[11]
- Red Rising de Pierce Brown (Random House LLC, 2014)
- Golden Son de Pierce Brown (Random House LLC, 2015)
- Morning Star de Pierce Brown (Random House LLC, 2016)
- The Last Star by Rick Yancey (2016)
- Iron Gold de Pierce Brown (Del Rey Books, 2018)